# Impiccagione

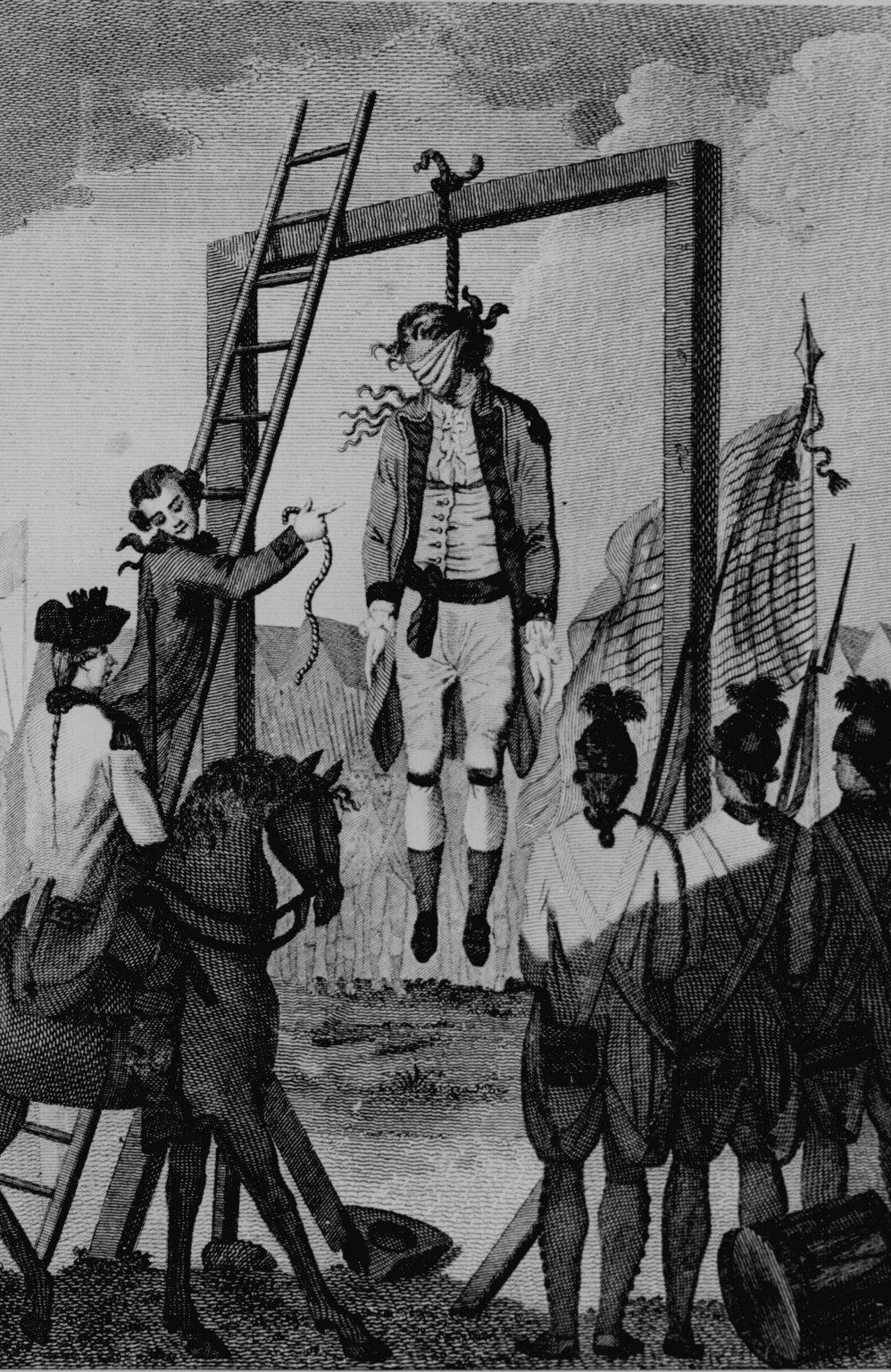
L'impiccagione del maggiore André in un'illustrazione di John Goldar (1783 circa)

L'impiccagione è un metodo di esecuzione capitale che infligge la morte attraverso la sospensione del condannato a una corda stretta intorno al collo. In medicina, l'atto che provoca la morte da impiccagione prende il nome più generico di impiccamento. L'impiccagione è rimasta in voga come uno dei principali metodi di esecuzione della pena di morte dal medioevo al secolo XIX, con applicazioni fino a metà del XX e persistenza in alcuni luoghi anche nel XXI.
Laddove possiede una tradizione in epoca contemporanea, specie negli ordinamenti di common law, l'impiccagione può essere regolamentata quanto alle tecniche di esecuzione, alla lunghezza della corda e della caduta (cioè alla misura della forza cinetica da applicare, tenuto conto del peso del condannato), soprattutto al fine di provocare la morte istantanea.
L'impiccagione è un impiccamento giudiziario, esegue sempre una legittima condanna a morte e si distingue perciò dall'impiccagione inflitta arbitrariamente. Può essere pubblica o tenersi senza la presenza di spettatori: il secondo caso è quello del private hanging praticato nelle carceri statunitensi, entrato in vigore in molti degli States man mano che essi abolivano l'impiccagione pubblica.
Casi di esecuzione capitale per impiccagione di grande risonanza tra il XX e il XXI secolo hanno interessato personalità politiche e militari condannate a morte per crimini di guerra e contro l'umanità, come i responsabili nazisti dell'Olocausto (1946) e, più tardi, l'autocrate iracheno Saddam Hussein (2006).

## Terminologia
- Capestro. Corda per impiccare.[g 1] È sinonimo di forca solo nel significato metonimico di questo termine, quando cioè esso indica il supplizio stesso.[g 2][g 3] In sineddoche anche il cappio.[g 4][g 5]
- Cappio. Nodo scorsoio[g 5] che forma l'ansa.[g 6] In sineddoche anche il capestro.[g 5]
- Forca. Struttura in legno che sostiene il capestro con il cappio.[g 7][g 8] In metonimia l'impiccagione stessa. Il significato primario è a sua volta sineddoche del palo verticale della struttura, così chiamato per la tipica forma biforcuta, condivisa con le forche usate in agricoltura.[g 9]
- Patibolo. Qualsiasi strumento per le esecuzioni capitali e quindi la forca nell'impiccagione. In sineddoche il palco che sostiene la forca.[g 10] In metonimia e in antonomasia l'esecuzione capitale.[g 11]

Impiccagione e impiccamento potrebbero derivare da picca, per via di una presunta usanza di sospendere i condannati alla suddetta arma, oppure potrebbero condividere con tale termine un'origine onomatopeica.
Il lessico dell'impiccagione include termini in parte intercambiabili, sovrapponibili e dotati di significati metaforici. Espressioni come patibolo, forca, capestro, che indicano gli strumenti impiegati in questo supplizio, designano a volte nel linguaggio comune la stessa impiccagione, se non proprio l'esecuzione capitale in genere.

## Storia
L'impiccamento era noto agli antichi come metodo di suicidio, e una prima testimonianza di messa a morte (omicidio plurimo) per mezzo di esso si trova nell'Odissea, dove la vendetta di Ulisse si abbatte su dodici ancelle infedeli. Tutti i popoli antichi preferirono però altri metodi di esecuzione. L'usanza attestata presso i Persiani dal Libro di Ester e da Erodoto, e interpretata come impiccagione, sembra doversi invece ricostruire come impalamento, che essi praticavano in alternativa alla crocifissione.
Anche i Romani preferivano la crocifissione, oltre alla decapitazione riservata ai cives e alla precipitazione dalla Rupe Tarpea, mentre l'impiccagione fu tabù fin dentro l'età imperiale. Ulpiano rammenta in proposito la consuetudine in vigore all'epoca di Nerazio di negare agli impiccati per suicidio gli onori funebri. I Romani infatti consideravano infamante la sospensione del corpo e giustiziavano i colpevoli di tradimento mediante il supplizio dell'arbor infelix (Lex horrendi carminis), che ricorda un'impiccagione ma provoca la morte per inflizione di percosse. La crocifissione fu abolita da Costantino nel 314 d.C., e nel VI secolo il Codex Iustinianus istituì infine un supplizio, la furca, che va verosimilmente inteso come una forma di impiccagione.
L'impiccagione è comunque uno dei metodi di esecuzione più antichi e diffusi. A introdurla nell'Europa altomedievale furono gli Anglosassoni, gli Juti e altre tribù germaniche nel V secolo. In alcuni impieghi più remoti fu praticata sui cadaveri degli individui giustiziati con altro metodo, a mo' di monito verso la collettività o per marchiare d'infamia il colpevole. In Inghilterra, dal XIV secolo, fu applicata a traditori e pirati in una spietata combinazione detta hanging, drawing and quartering.
Dal medioevo all'età moderna e contemporanea il metodo è rimasto diffusamente in vigore e, sebbene ormai abolito de iure o de facto in gran parte dei paesi del mondo, è stato praticato da molte potenze (Impero russo, Impero austroungarico, Giappone, Impero britannico, Stati Uniti) fino al XX secolo e oltre. Nel frattempo perdeva gradualmente la forma di esecuzione pubblica, per essere tenuto a porte chiuse nelle carceri (private hanging negli Stati Uniti), e veniva meno di pari passo con l'abolizione della pena di morte, o almeno con l'adozione di metodi alternativi come l'iniezione letale.
È tuttavia ancora in auge in vari paesi asiatici e africani, e ha trovato applicazione nel secondo dopoguerra, in occasione delle condanne capitali dei criminali nazisti da parte del tribunale di Norimberga (16 ottobre 1946). Fu loro infatti negata la fucilazione, considerata più dignitosa, e proprio per questo ritenuta inapplicabile in presenza di violazioni dell'etica militare da parte dei condannati.

## Effetti letali
La sospensione del corpo con costrizione del collo provoca asfissia, causando la morte nel giro di minuti. Quando però avviene in modo violento, il trauma che investe le strutture vascolari e nervose del collo accelera il decesso attraverso l'ipossia cerebrale e l'arresto cardiaco.
La rapidità del decesso e la perdita di coscienza sono particolarmente importanti nelle esecuzioni attuate dagli ordinamenti moderni, attenti a rendere meno disumana la pena di morte. Le forme più violente di impiccagione, tuttavia, possono produrre l'effetto indesiderato della decapitazione.
L'agonia del condannato in asfissia provoca invece il tipico scalciare delle gambe che un tempo appagava il pubblico, spesso ansioso di assistere a questa «danza della morte»; il tirapiedi era allora la figura incaricata di porre fine alle sofferenze dell'impiccato.
Il meccanismo della frattura cervicale (frattura dell'impiccato), in grado di dare la morte istantanea, non fu identificato con certezza fino al 1913; nel mentre, si continuò a lungo a infliggere il supplizio per sospensione «fino alla morte», con la necessità a volte di lasciare il condannato sospeso fin quasi mezz'ora. In assenza di morte istantanea poteva poi accadere che l'impiccagione fallisse o che il condannato fosse rianimato dopo la deposizione.

## Tecnica
L'impiccagione è eseguita nel modo classico per mezzo di un patibolo ligneo (forca) costituito da due pali verticali che sostengono una traversa, innalzati su un palco dotato di botola. Il palo può essere unico e la traversa libera sul lato opposto. La forca regge una corda (capestro) legata a formare un'ansa tramite un nodo scorsoio (cappio). L'ansa è destinata ad accogliere il capo del condannato, ai piedi del quale si apre la botola che ne provoca la caduta e quindi l'impiccamento.
Sul significato proprio dei vari termini si veda il glossario.

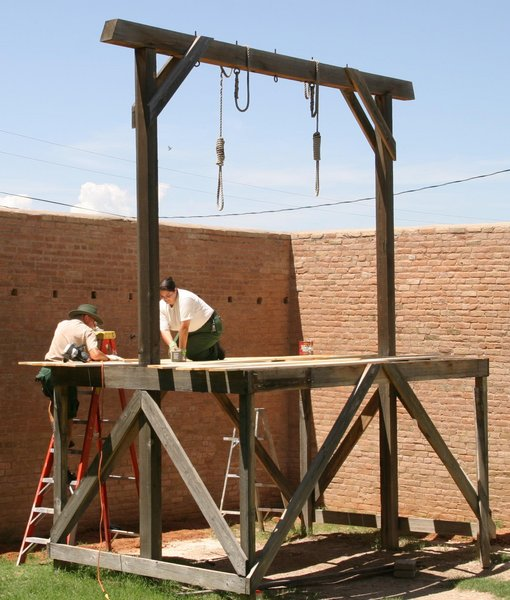
Ricostruzione storica di un patibolo

La forca si è evoluta nel tempo attraverso varie forme, studiate anche per consentire impiccagioni di massa. Nella sua forma primitiva consisteva in un albero e il condannato era issato manualmente dal boia (impiccagione senza caduta) o fatto precipitare da una scala o da un carro (impiccagione per caduta breve). Nell'Inghilterra del 1571 fu ideata la forca detta Triple tree, composta da tre lunghi pali uniti in alto da altrettante traverse in una struttura triangolare, sotto la quale potevano essere sospinti tre carri, così da consentire l'esecuzione di più condannati. Nel 1783 fu introdotto il modello New drop, con due soli pali a sostenere due lunghe traverse parallele in una struttura quadrilatera, adatta all'impiccagione simultanea di una dozzina di prigionieri.

### Metodi di sospensione
Cinque diversi modi di sospensione del corpo del condannato sono stati adottati dagli ordinamenti contemporanei che hanno applicato il supplizio. Nella terminologia in lingua inglese si parla rispettivamente di suspension hanging (l'impiccagione avviene senza caduta, per sollevamento), short drop (per caduta breve), standard drop (per caduta standard), long drop (per caduta lunga) e upright jerker (per sollevamento violento).

#### Impiccagione senza caduta
Prevede l'uso di una forca che permette di sollevare il condannato. Il metodo è usato in Medio Oriente, in Iran e dai talebani in Afghanistan. Il sollevamento può essere ottenuto tramite la canna di un carro armato o il braccio di una gru. La morte avviene lentamente per asfissia e il condannato agonizza.
La tecnica era impiegata anche nella navigazione ottocentesca, quando le impiccagioni al pennone, attuate dall'equipaggio issando il condannato già cinto dal cappio, fungevano da deterrente contro ammutinamenti e diserzioni.

#### Impiccagione per caduta breve
È il modo più rudimentale di impiccagione per caduta. In Occidente esso era l'unico metodo in vigore intorno al 1850. Sopravvive nelle prigioni iraniane e in altri paesi mediorientali, dove anzi è più comune della tecnica per caduta lunga. L'impiccamento si ottiene sistemando il condannato su un carretto (in tempi più moderni un veicolo a motore), un cavallo o anche solo uno sgabello, per poi spostare il sostegno e provocare la caduta del corpo.
L'ampiezza della caduta è minima, da 12 a 18 in (30–46 cm). La morte avviene spesso per asfissia e in passato, non di rado, parenti e amici del condannato si assumevano il ruolo pietoso del tirapiedi. Il meccanismo della botola fu introdotto per la prima volta in Gran Bretagna nel 1760, ma come concessione speciale per l'esecuzione del conte Ferrers, e fu reso obbligatorio solo nel 1818. Lo stesso metodo fu utilizzato nella Germania nazista.

#### Impiccagione per caduta standard

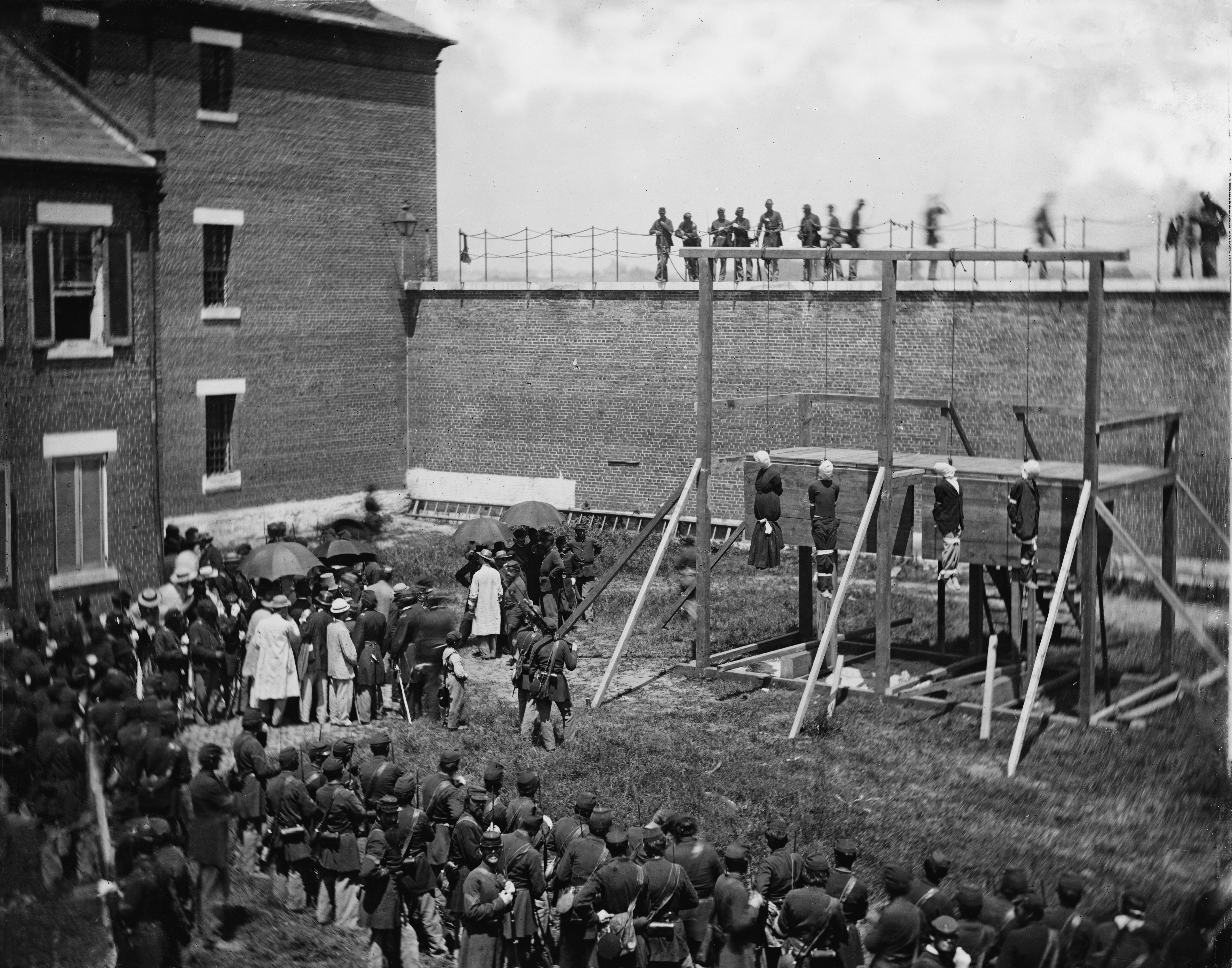
Impiccagione per caduta standard dei quattro attentatori di Lincoln a Fort McNair (Washington, 1865)

Diffusa negli Stati Uniti dal XIX secolo, sfrutta la tecnica tradizionale con apertura della botola o ribaltamento del piano del patibolo. Il metodo prevede una caduta compresa in genere tra 1,2 m (4 ft) e 1,8 m (6 ft), e si suppone somministrare una morte più «umana» mediante frattura del collo e decesso istantaneo. Se ciò può valere per la persona media, occorre però tenere conto della variabilità del peso del condannato: in un individuo troppo leggero può quindi provocare la morte asfittica (sebbene in molti casi con perdita di coscienza) e in uno troppo pesante la decapitazione. Incide poi sull'esito del supplizio il posizionamento del cappio, che non fu preso in vera considerazione fino agli studi del tardo Ottocento e primo Novecento.
Furono giustiziati mediante impiccagione per caduta standard i cospiratori dell'attentato a Lincoln (1865) e i criminali di guerra nazisti condannati a Norimberga (1946). Tra i primi almeno due presentarono convulsioni e morirono asfissiati; così anche molti dei secondi, lasciati in sospensione fino a 25 minuti.

#### Impiccagione per caduta lunga
Le prime forme empiriche di questo metodo sono attestate nella pratica delle esecuzioni in Irlanda dal 1853.
Dopo l'introduzione della caduta, nel 1818, il tradizionale posizionamento suboccipitale del nodo scorsoio (dietro la nuca), che provoca asfissia, iniziò a cedere il passo alla collocazione subauricolare (sotto l'orecchio sinistro). Tale collocazione determinava in genere la frattura della base del cranio, più che del rachide cervicale, e rendeva quindi ancora frequente la morte asfittica. Nelle prime esecuzioni per caduta lunga, mirate ad assicurare il decesso istantaneo, l'importanza della collocazione del nodo fu però sottovalutata rispetto alla questione della lunghezza del capestro.
L'impiccagione per caduta lunga fu introdotta nel Regno Unito dal boia improvvisato William Marwood, alla sua prima esecuzione, il 1º aprile 1872. Il metodo è più efficiente nel fratturare le vertebre del condannato e provocarne la perdita di coscienza. La collocazione submentale del nodo (all'angolo sinistro della mandibola) può indurre una morte rapida da compressione del midollo, e l'applicazione al nodo di un occhiello metallico offre maggior certezza del risultato.
La sperimentazione sulla forza necessaria a provocare la morte istantanea aveva preso avvio nel 1866, quando il medico Samuel Haughton, per la prima volta, aveva stimato tale forza in 2 240 ft⋅lbf (3 037,0 N⋅m) rapportando la lunghezza della caduta al peso del condannato, secondo la formula
{\displaystyle lunghezza={\frac {forza}{peso}}}
con la lunghezza espressa in piedi, il peso in libbre e la forza assunta come costante. Questa formula fu inaugurata a Dublino nel 1879 da Marwood, ma l'impiccagione risultò nella decapitazione del condannato.
Il boia James Berry avrebbe adottato in seguito un analogo rapporto, con coefficiente 412 e peso espresso in stone (1 st = 14 lb). Incorso anch'egli in una decapitazione accidentale, nel 1885 ricalcolò la lunghezza della corda, stilando un'apposita tabella dopo aver assunto un valore di 24 cwt come forza necessaria a uccidere all'istante.
All'introduzione del nuovo metodo si accompagnò un impulso all'adozione di una posizione submentale del nodo. I boia tuttavia, temendo lo scivolamento del cappio e il fallimento dell'impiccagione, furono piuttosto restii ad abbandonare la collocazione subauricolare; Marwood pare aver alternato le due posizioni. Molti casi di decapitazione si devono al fatto che esisteva ancora una discrezionalità del giustiziere nella determinazione della lunghezza del capestro.
Nel 1888 il comitato presieduto da Lord Aberdare raccomandò l'applicazione di una forza di 1 260 ft⋅lbf (1 708,3 N⋅m), ridotta a 1 120 ft⋅lbf (1 518,5 N⋅m) solo per i condannati di peso inferiore a 8 st (50,8 kg), e prese posizione in favore del nodo submentale, che però restò alternativo al nodo subauricolare almeno fino all'epoca degli studi di Frederic Wood Jones (1913). Per facilitare la determinazione della lunghezza del laccio fu predisposta un'Official table of drops («Tabella ufficiale delle cadute»).
Lo Home Office britannico, attraverso varie sperimentazioni, aggiornò due volte la tabella Aberdare, nel 1892 e nel 1913: dapprima riducendo la forza da applicare a 840 ft⋅lbf (1 138,9 N⋅m), poi elevandola di nuovo a 1 000 ft⋅lbf (1 355,8 N⋅m). La tabella è ancora in uso a Singapore.
Nonostante i progressivi perfezionamenti, il metodo dell'impiccagione per caduta lunga non assicura il risultato ottimale che si prefigge, e ha registrato incidenti fino alla contemporaneità, come nel noto caso del fratellastro di Saddam Hussein Barzan al-Tikriti, decapitato dal nodo scorsoio nel 2007.
Official table of drops
Si riportano di seguito le tabelle ufficiali britanniche di riferimento per la lunghezza del capestro. La misura della corda è rapportata al peso del condannato vestito, da rilevare alla vigilia dell'esecuzione. Nella tabella Aberdare del 1888 le misure di peso sono espresse in stone (st), e le equivalenze con le misure in libbre (lb) delle restanti tabelle (evidenziate dal fondo più scuro) sono approssimative. Le misure di lunghezza sono espresse in piedi (ft) e pollici (in). Tutte le misure sono rapportate al sistema metrico decimale.
| 1888           | 1888           | 1888                   | 1888                   | 1892           | 1892           | 1892                   | 1892                   | 1913           | 1913           | 1913                   | 1913                   |
| peso del corpo | peso del corpo | lunghezza del capestro | lunghezza del capestro | peso del corpo | peso del corpo | lunghezza del capestro | lunghezza del capestro | peso del corpo | peso del corpo | lunghezza del capestro | lunghezza del capestro |
| -------------- | -------------- | ---------------------- | ---------------------- | -------------- | -------------- | ---------------------- | ---------------------- | -------------- | -------------- | ---------------------- | ---------------------- |
| ≤44,5 kg       | ≤7 st          | 348 cm                 | 11 ft 5 in             |                |                |                        |                        |                |                |                        |                        |
|                |                |                        |                        | ≤47,6 kg       | ≤105 lb        | 244 cm                 | 8 ft 0 in              |                |                |                        |                        |
| 50,8           | 8 st           | 305 cm                 | 10 ft 0 in             | 49,9 kg        | 110 lb         | 239 cm                 | 7 ft 10 in             |                |                |                        |                        |
|                |                |                        |                        | 52,2 kg        | 115 lb         | 221 cm                 | 7 ft 3 in              | ≤53,5 kg       | ≤118 lb        | 259 cm                 | 8 ft 6 in              |
|                |                |                        |                        | 54,4 kg        | 120 lb         | 213 cm                 | 7 ft 0 in              | 54,4 kg        | 120 lb         | 254 cm                 | 8 ft 4 in              |
| 57,2 kg        | 9 st           | 290 cm                 | 9 ft 6 in              | 56,7 kg        | 125 lb         | 206 cm                 | 6 ft 9 in              | 56,7 kg        | 125 lb         | 244 cm                 | 8 ft 0 in              |
|                |                |                        |                        | 59,0 kg        | 130 lb         | 196 cm                 | 6 ft 5 in              | 59,0 kg        | 130 lb         | 234 cm                 | 7 ft 8 in              |
|                |                |                        |                        | 61,2 kg        | 135 lb         | 188 cm                 | 6 ft 2 in              | 61,2 kg        | 135 lb         | 226 cm                 | 7 ft 5 in              |
| 63,5 kg        | 10 st          | 274 cm                 | 9 ft 0 in              | 63,5 kg        | 140 lb         | 183 cm                 | 6 ft 0 in              | 63,5 kg        | 140 lb         | 218 cm                 | 7 ft 2 in              |
|                |                |                        |                        | 65,8 kg        | 145 lb         | 175 cm                 | 5 ft 9 in              | 65,8 kg        | 145 lb         | 211 cm                 | 6 ft 11 in             |
|                |                |                        |                        | 68,0 kg        | 150 lb         | 170 cm                 | 5 ft 7 in              | 68,0 kg        | 150 lb         | 203 cm                 | 6 ft 8 in              |
| 69,9 kg        | 11 st          | 249 cm                 | 8 ft 2 in              | 70,3 kg        | 155 lb         | 165 cm                 | 5 ft 5 in              | 70,3 kg        | 155 lb         | 196 cm                 | 6 ft 5 in              |
|                |                |                        |                        | 72,6 kg        | 160 lb         | 160 cm                 | 5 ft 3 in              | 72,6 kg        | 160 lb         | 191 cm                 | 6 ft 3 in              |
|                |                |                        |                        | 74,8 kg        | 165 lb         | 155 cm                 | 5 ft 1 in              | 74,8 kg        | 165 lb         | 185 cm                 | 6 ft 1 in              |
| 76,2 kg        | 12 st          | 229 cm                 | 7 ft 6 in              | 77,1 kg        | 170 lb         | 150 cm                 | 4 ft 11 in             | 77,1 kg        | 170 lb         | 178 cm                 | 5 ft 10 in             |
|                |                |                        |                        | 79,4 kg        | 175 lb         | 145 cm                 | 4 ft 9 in              | 79,4 kg        | 175 lb         | 173 cm                 | 5 ft 8 in              |
| 82,6 kg        | 13 st          | 211 cm                 | 6 ft 11 in             | 81,6 kg        | 180 lb         | 142 cm                 | 4 ft 8 in              | 81,6 kg        | 180 lb         | 170 cm                 | 5 ft 7 in              |
|                |                |                        |                        | 83,9 kg        | 185 lb         | 140 cm                 | 4 ft 7 in              | 83,9 kg        | 185 lb         | 165 cm                 | 5 ft 5 in              |
|                |                |                        |                        | 86,2 kg        | 190 lb         | 135 cm                 | 4 ft 5 in              | 86,2 kg        | 190 lb         | 160 cm                 | 5 ft 3 in              |
| ≥88,9 kg       | ≥14 st         | 196 cm                 | 6 ft 5 in              | 88,5 kg        | 195 lb         | 132 cm                 | 4 ft 4 in              | 88,5 kg        | 195 lb         | 157 cm                 | 5 ft 2 in              |
|                |                |                        |                        | ≥90,7 kg       | ≥200 lb        | 127 cm                 | 4 ft 2 in              | ≥90,7 kg       | ≥200 lb        | 152 cm                 | 5 ft 0 in              |

#### Upright jerker
Modo di impiccagione per sollevamento, l'upright jerker è un meccanismo brevettato il 18 giugno 1895 che, mediante un sistema di pesi e pulegge, permette di strattonare in aria il condannato e che, nelle intenzioni, voleva migliorare il modo di esecuzione del supplizio. Non si rivelò così efficiente e fu presto abbandonato.

## Fallimenti e incidenti
La storia delle impiccagioni è costellata di fallimenti e incidenti raccapriccianti sfociati nella decapitazione del condannato.
Nei casi fallimentari l'assenza di un protocollo scientifico, il malfunzionamento del patibolo (rottura della corda, mancata apertura della botola), la distrazione del boia o la sua stessa inidoneità fisica per assunzione di alcolici potevano obbligare il carnefice a ripetere anche più volte il procedimento. Si ha notizia di un John Lee impiccato tre volte consecutive il 23 febbraio 1885, rimasto in vita e graziato, e si conoscono casi di impiccati rianimati dopo l'esecuzione da parenti e amici con l'ausilio di un medico; il loro destino, però, non era necessariamente la grazia ma a volte una nuova impiccagione.

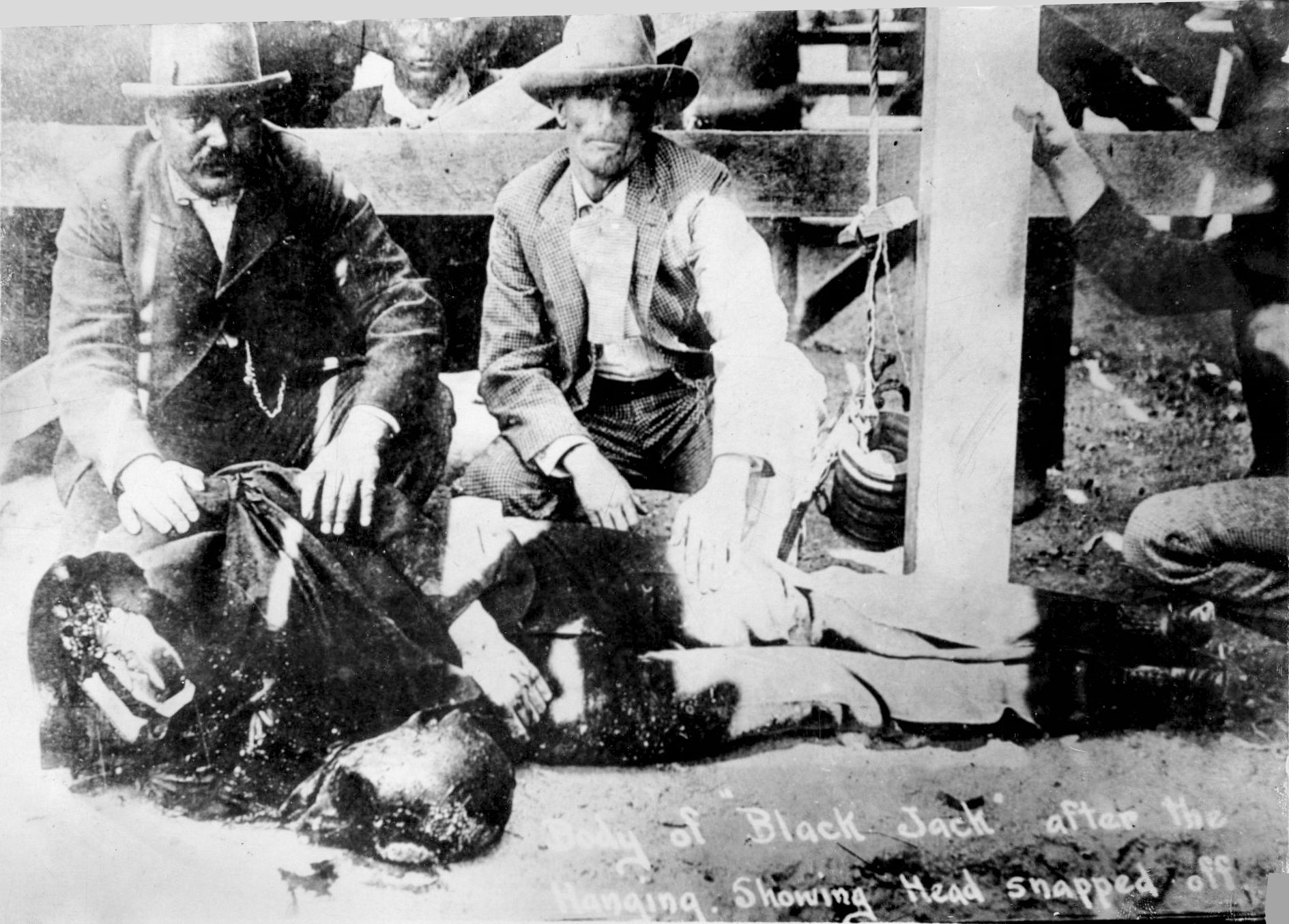
La decapitazione accidentale di Tom Ketchum (1901). La didascalia in inglese recita: «Il corpo di Black Jack dopo l'impiccagione con la testa staccata»

Anne Greene impiccata per infanticidio il 14 dicembre 1650, sottoposta dagli amici a trazione per accelerare il decesso e rimasta in sospensione quasi mezz'ora, si rianimò nel feretro e, sottoposta a cura, recuperò lentamente la forma fisica, perdendo solo memoria dell'esecuzione. Processata di nuovo, la donna fu assolta, prese marito ed ebbe tre figli. Anche una certa Margaret Dickson impiccata a Edimburgo il 2 settembre 1724, a sua volta strattonata per le gambe e lasciata sospesa a lungo, si riprese del tutto lungo la via della tumulazione, ebbe salva la vita e portò a termine numerose gravidanze.
Tra gli incidenti si ricordano quelli occorsi a William Marwood e James Berry nella sperimentazione del metodo per caduta lunga. Il primo giustiziò a Dublino l'omicida Andrew Carr, che il 28 luglio 1879 fu decapitato dal cappio. Secondo un anonimo cronista presente al fatto, l'incidente produsse un voluminoso getto di sangue e causò lo svenimento di molte persone, una delle quali ne sarebbe rimasta così scioccata da sviluppare un «disturbo persistente» in grado di portarla a morte tempo dopo. La stessa sorte di Carr toccò a Robert Goodale, impiccato al castello di Norwich da Berry il 30 novembre 1885.
In Nuovo Messico destò scalpore l'incidente del 26 aprile 1901, quando il fuorilegge Tom Ketchum rimase anch'egli decapitato dalla combinazione tra il peso del corpo, la lunghezza della caduta, la facilità di scorrimento del cappio e lo spessore del capestro.

## Impiccagione arbitraria e di massa

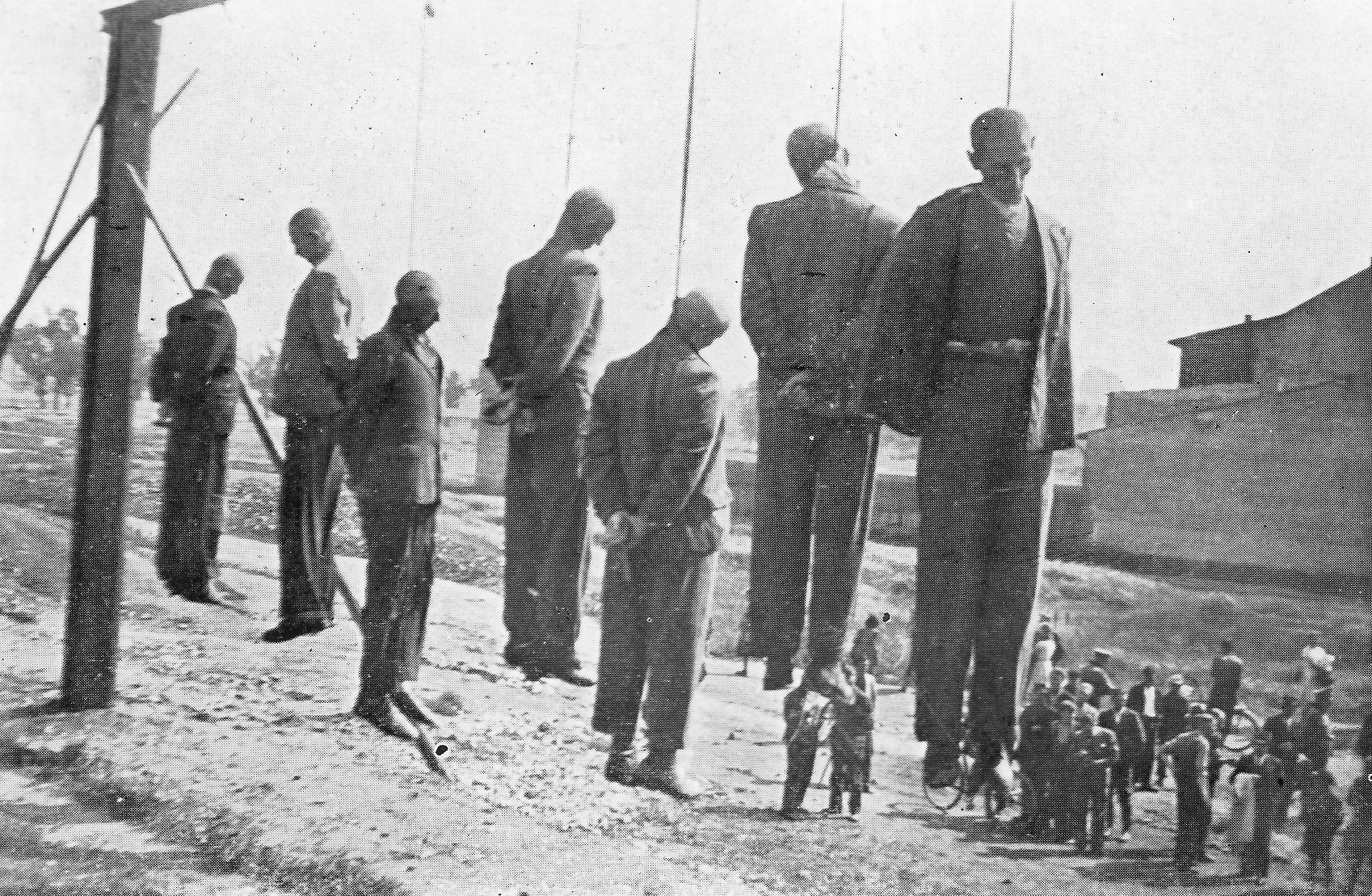
Impiccagione di civili polacchi dopo un sabotaggio antinazista (1942). I nomi delle vittime sono rimasti ignoti

L'impiccagione inflitta in modo arbitrario è una comune pratica di linciaggio. Quest'ultimo però consiste in un'aggressione brutale e priva di riguardo per la vittima, che piuttosto profana con torture e mutilazioni, e che può mettere a morte con metodi diversi e altrettanto spietati come la decapitazione e il rogo.
Una celebre impiccagione di massa e di fatto arbitraria, anche se applicata in seguito a un giudizio, colpì nel 1692 gli imputati nel processo alle streghe di Salem. Impiccagioni arbitrarie o sommarie avvengono nella repressione delle ribellioni, come anche negli stermini: furono messe in pratica dai coloni newyorkesi contro le rivolte di schiavi in Nordamerica (1741), dai britannici nei moti indiani (1857), dagli statunitensi nella guerra dakota (1862), dagli ottomani nel genocidio armeno, dai nazisti nella seconda guerra mondiale e nell'Olocausto, da nazisti e fascisti in alcuni eccidi di partigiani durante la Resistenza.
Una denuncia di Amnesty International nel 2017 sostiene l'attuazione da parte del regime siriano di una campagna segreta di impiccagioni di migliaia di detenuti politici negli anni 2011-2015.
Altre volte l'impiccagione colpisce, anche a monito verso le masse, prigionieri di guerra, marinai ammutinati o altri ribelli, pirati e banditi, dopo un processo sommario e a volte a furor di popolo.

## Status legale
L'impiccagione è in vigore in 56 paesi del mondo, distribuiti in tutti i continenti eccetto l'Europa. In molti di essi tuttavia la pena di morte è inapplicata da oltre dieci anni. Negli Stati Uniti, gli stati che ancora la prevedevano (in alternativa all'iniezione letale) hanno abolito la pena di morte; l'impiccagione sopravvive in teoria nel solo New Hampshire, dove l'abolizione (2019) non ha avuto effetto retroattivo.
Il metodo di sospensione più comune è l'impiccagione per caduta lunga.
La tabella che segue riassume la situazione nei paesi che prevedono l'esecuzione capitale tramite impiccagione.  I paesi mantenitori della pena di morte sono evidenziati dal fondo più scuro.
| Paese                            | Continente | Ultima impiccagione | Moratoria legale | Altri metodi                                                     | Note |
| -------------------------------- | ---------- | ------------------- | ---------------- | ---------------------------------------------------------------- | --- |
| Afghanistan                      | Asia       | 2018 (nota)         | no               | fucilazione                                                      | Dopo la nuova presa di potere dei talebani nel 2021 si è avuta notizia di nuove esecuzioni; non è possibile tuttavia dire se giudiziarie o arbitrarie. |
| Antigua e Barbuda                | America    | 1991                | no               |                                                                  | |
| Bahamas                          | America    | 2000                | no               |                                                                  | |
| Bangladesh                       | Asia       | 2022                | no               | fucilazione                                                      | |
| Barbados                         | America    | 1984                | no               |                                                                  | |
| Belize                           | America    | 1985                | no               |                                                                  | |
| Birmania (nota)                  | Asia       | 1988 (nota)         | no (nota)        |                                                                  | Prima del colpo di stato del 2021, i tribunali birmani continuavano a emettere condanne a morte, ma esse non erano più eseguite dal 1988. Il paese è ancora indicato come abolizionista de facto (2021), ma Amnesty International ha denunciato la ripresa delle esecuzioni sotto la legge marziale nel 2022. [ t 3 ] |
| Botswana                         | Africa     | 2021                | no               | discrezionali (nota)                                             | Il capo dello Stato può emettere regolamenti sul metodo di esecuzione per i reati incriminati dalla legge sulle forze armate. |
| Brunei                           | Asia       | 1957 (nota)         | sì               | lapidazione                                                      | Il paese ha eseguito l'ultima condanna a morte come protettorato britannico. |
| Camerun                          | Africa     | n.d. (nota)         | no               | fucilazione                                                      | L'ultima esecuzione di cui si abbia notizia certa ha avuto luogo nel 1997 per fucilazione. [ t 5 ] |
| Corea del Nord                   | Asia       | n.d. (nota)         | no               | fucilazione                                                      | Le esecuzioni si tengono prevalentemente in segreto, sebbene a volte siano pubbliche ed esemplari. Non è dato sapere se avvengano per impiccagione o fucilazione, e in molti casi è impossibile verificare se si tratti di esecuzioni legittime o arbitrarie. Entrambi i metodi sono usati dalle autorità, anche se nessuno dei due è imposto dalla legge, che prevede solo la generica messa a morte. Si ha notizia di esecuzioni nel 2022. [ t 6 ]         |
| Corea del Sud                    | Asia       | 1997                | no               | fucilazione                                                      | |
| Dominica                         | America    | 1986                | no               |                                                                  | |
| Egitto                           | Africa     | 2022                | no               |                                                                  | |
| Eritrea                          | Africa     | n.d. (nota)         | no               | fucilazione                                                      | L'ultima esecuzione di cui si abbia notizia certa ha avuto luogo nel 1989, ma l'ex consulente del Ministero della Giustizia Luwam Dirar sostiene che ne sia stata attuata almeno un'altra tra il 1999 e il 2008. Non è dato sapere con quale metodo. |
| Gambia                           | Africa     | n.d. (nota)         | sì               | fucilazione                                                      | Sebbene il codice penale preveda l'esecuzione tramite impiccagione, le ultime esecuzioni nel 2012 sono avvenute per fucilazione. |
| Ghana                            | Africa     | n.d. (nota)         | no               | fucilazione                                                      | Sebbene il codice di procedura penale preveda l'esecuzione tramite impiccagione, l'ultima esecuzione nel 1993 è avvenuta per fucilazione. |
| Giamaica                         | America    | 1988                | no               |                                                                  | |
| Giappone                         | Asia       | 2022                | no               |                                                                  | |
| Giordania                        | Asia       | 2017                | no               |                                                                  | |
| Grenada                          | America    | 1978                | no               |                                                                  | |
| Guinea Equatoriale               | Africa     | n.d. (nota)         | no               | fucilazione                                                      | La legge dispone l'impiccagione per i civili e la fucilazione per i militari. Nell'ultima applicazione nota della pena di morte (2014), quattro condannati per omicidio furono giustiziati per fucilazione; si sospetta l'esecuzione segreta di altre cinque persone il giorno precedente. [ t 7 ] |
| Guyana                           | America    | 1997                | no               |                                                                  | |
| India                            | Asia       | 2020                | no               |                                                                  | |
| Iran                             | Asia       | 2022 (nota)         | no               | fucilazione, lapidazione, precipitazione                         | L'impiccagione è il metodo più comune di esecuzione. Il ricorso ai metodi alternativi è raro. |
| Iraq                             | Asia       | 2022                | no               | fucilazione                                                      | |
| Kenya                            | Africa     | 1987                | no               |                                                                  | |
| Kuwait                           | Asia       | 2017                | no               | fucilazione                                                      | |
| Lesotho                          | Africa     | 1995                | no               |                                                                  | |
| Libano                           | Asia       | 2004                | no               |                                                                  | |
| Liberia                          | Africa     | 2000                | no               |                                                                  | |
| Malaysia                         | Asia       | 2017                | sì               |                                                                  | |
| Maldive                          | Asia       | 1954 (nota)         | no               | iniezione letale                                                 | Il paese ha eseguito l'ultima condanna a morte come protettorato britannico. |
| Nigeria                          | Africa     | 2013 (nota)         | no               | decapitazione, iniezione letale, fucilazione, lapidazione (nota) | I metodi variano secondo gli stati federati e i casi. Le condanne militari sono eseguite per fucilazione nella maggior parte degli stati. Le ultime esecuzioni sono avvenute nel 2016 per condanne militari e, al pari delle precedenti del 2013, sono ritenute illegittime in quanto attuate in pendenza del giudizio d'appello. |
| Oman                             | Asia       | n.d. (nota)         | no               | fucilazione                                                      | Sebbene il codice penale preveda l'esecuzione tramite impiccagione, le ultime esecuzioni nel 2012 sono avvenute per fucilazione e non esiste notizia di impiccagioni nei rapporti sulle esecuzioni in sospeso negli anni precedenti. |
| Pakistan                         | Asia       | 2019                | no               |                                                                  | |
| Palestina                        | Asia       | 2017                | no               | fucilazione                                                      | |
| Papua Nuova Guinea               | Oceania    | 1954 (nota)         | no               | iniezione letale, fucilazione, soffocamento, elettrocuzione      | Il paese ha eseguito l'ultima condanna a morte come dipendenza territoriale australiana . |
| Qatar                            | Asia       | n.d. (nota)         | no               | fucilazione                                                      | L'ultima esecuzione ha avuto luogo nel 2020 per fucilazione. Le esecuzioni sono rare e non sono reperibili molti rapporti. |
| Repubblica Democratica del Congo | Africa     | n.d. (nota)         | no               | fucilazione                                                      | Le ultime esecuzioni hanno avuto luogo nel 2003 in segreto. Sebbene la fucilazione sia prevista per i militari, e l'impiccagione per i civili, il codice penale attribuisce al capo dello Stato il potere di indicare il metodo di esecuzione. Fino al 1997 in Zaire le esecuzioni furono molto rare; dopo la presa di potere di Kabila esse ripresero, anche in massa. La fucilazione risulta applicata anche ai civili per reati comuni. [ t 12 ] [ t 13 ] |
| Saint Kitts e Nevis              | America    | 2008                | no               |                                                                  | |
| Saint Lucia                      | America    | 1995                | no               |                                                                  | |
| Saint Vincent e Grenadine        | America    | 1995                | no               |                                                                  | |
| Singapore                        | Asia       | 2022                | no               |                                                                  | |
| Siria                            | Asia       | 2021 (nota)         | no               | fucilazione                                                      | Non sono noti i dettagli delle ultime esecuzioni. Si tratta tuttavia di condanne a morte per reati comuni, eseguite ordinariamente per impiccagione. [ t 14 ] |
| Sri Lanka                        | Asia       | 1976                | no               |                                                                  | |
| Sudan                            | Africa     | 2021                | no               | fucilazione, lapidazione, taglione                               | |
| Sudan del Sud                    | Africa     | 2019                | no               |                                                                  | |
| eSwatini                         | Africa     | 1983                | no               |                                                                  | |
| Tanzania                         | Africa     | 1994                | no               |                                                                  | |
| Tonga                            | Oceania    | 1982                | no               |                                                                  | |
| Trinidad e Tobago                | America    | 1999                | no               |                                                                  | |
| Tunisia                          | Africa     | 1991                | sì               | fucilazione                                                      | |
| Uganda                           | Africa     | 1999 (nota)         | no               | fucilazione                                                      | L'ultima esecuzione ai sensi della legge penale militare, che prevede la fucilazione, ha avuto luogo nel 2005. |
| Zambia                           | Africa     | 1997                | sì (nota)        |                                                                  | È tradizione ininterrotta dei capi di stato zambiani dal 1997 la proclamazione di una moratoria legale della pena di morte. |
| Zimbabwe                         | Africa     | 2005                | sì               |                                                                  | |

## Impatto culturale
(François Villon, Ballade des pendus, traduzione di Attilio Carminati e Emma Stojkovic Mazzariol)
Popolare metodo di messa a morte, il supplizio ha esercitato la sua suggestione sulla cultura calandosi in numerose espressioni d'arte. 
- È soggetto di illustrazioni, tele, affreschi e altre forme pittoriche, trattato tra gli altri da Giotto,[52] Pisanello, Goya.[53]

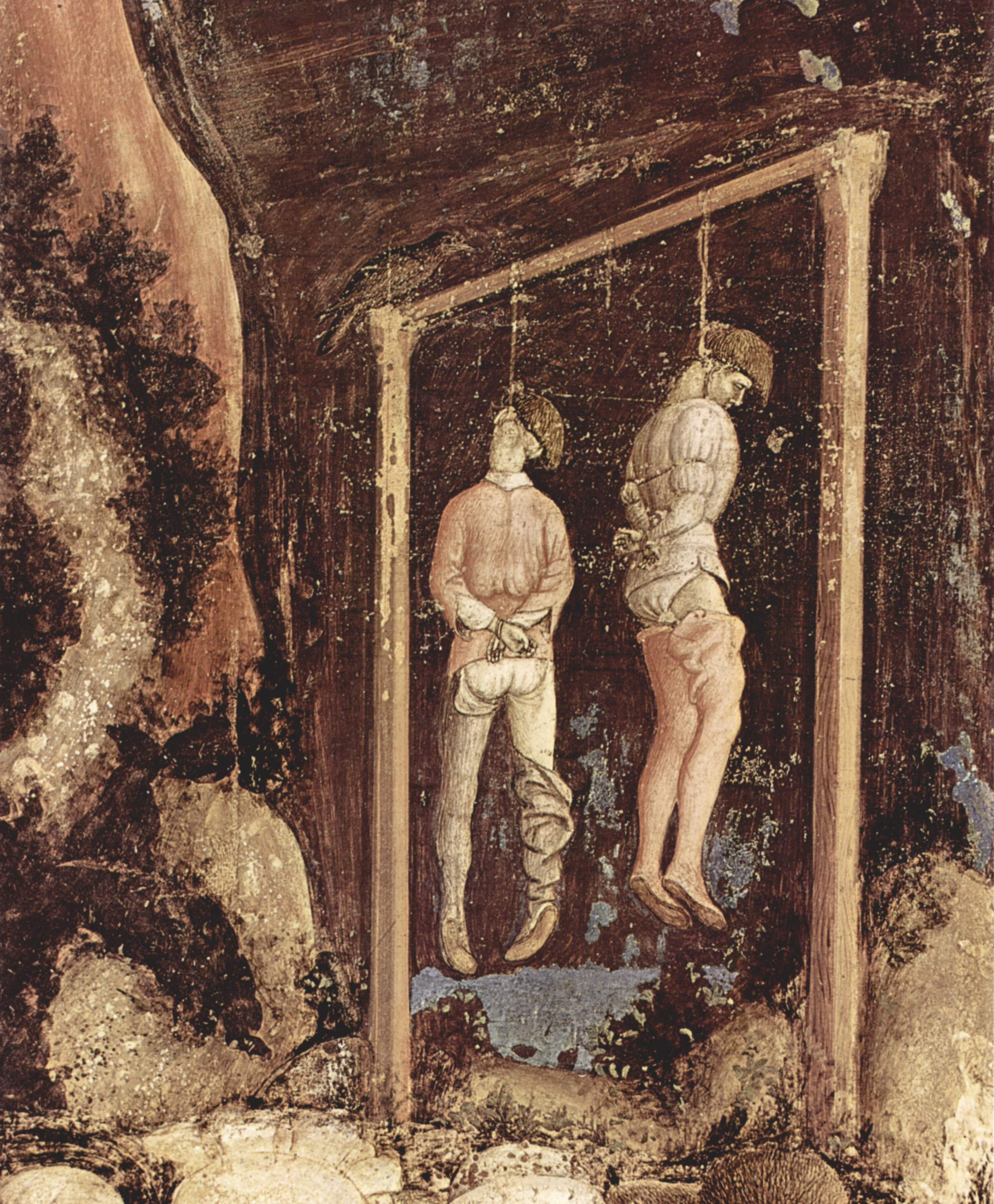
Gli impiccati del Pisanello in Sant'Anastasia a Verona (affresco)

- Celebre è in poesia la Ballade des pendus di Villon, scritta forse (ma non è certo) in attesa dell'esecuzione, a cui poi l'autore scampò.
- La ballata ha ispirato a sua volta autori di teatro e di musica, i quali l'hanno interpretata (Brecht, Ferré, Reggiani) o reinterpretata, talvolta anche come canzone di protesta (De André).[54] Sempre De André, sulla scia di Joan Baez, ha riletto l'antica ballata inglese Geordie, che ricorda il tradizionale privilegio riservato ai pari e agli insigniti delle chiavi della città di Londra di essere impiccati con una «corda d'oro» (o più esattamente di seta).[55]
- In un dialogo tra Vladimiro ed Estragone, da Aspettando Godot di Beckett, si allude all'antica credenza popolare che vuole le mandragole germogliare dallo sperma perduto dagli impiccati per effetto di questa forma di esecuzione.[56]
- Il canto patriottico italiano La leggenda del Piave presenta all'ultima strofa i versi «Infranse alfin l'italico valore / le forche e l'armi dell'impiccatore», dove l'epiteto è rivolto spregiativamente al nemico austriaco, aduso a giustiziare per tradimento molti patrioti trentini e triestini, sudditi dell'impero, come i Battisti, Oberdan, Sauro menzionati dalla medesima strofa.
- È usuale la raffigurazione dell'impiccagione nel cinema storico, e in particolare nel western,[57][58] dove essa si fa a volte anche argomento e titolo (L'albero degli impiccati, Impiccalo più in alto), o filo conduttore, come nel celebrato Il buono, il brutto, il cattivo (1966) del genere all'italiana, girato da Sergio Leone. Incentrata sul supplizio è la pellicola grottesca giapponese L'impiccagione (1968), considerata tra i capolavori di Nagisa Ōshima.
- In quanto produttiva di un lessico e di un'iconografia spesso metaforici e antonomastici, l'impiccagione è evocata a volte nell'alzare il tono del dibattito, della lotta e della protesta politica, dove l'esibizione degli strumenti del supplizio diventa simbolo di intolleranza. In Italia è ben noto il gesto del deputato leghista Leoni Orsenigo, che nel 1993 agitò un cappio durante una seduta parlamentare; l'atto fu unanimemente interpretato come espressione di giustizialismo e sarebbe stato in seguito rivendicato dall'autore come legittimo in vista di un «colpo di spugna» sulla corruzione dei partiti.[59]
- Il tradizionale gioco di carta e matita dell'impiccato consiste nella progressiva raffigurazione stilizzata di una forca e di una vittima del supplizio, via via che il giocatore di turno commette un errore nell'indovinare una lettera della parola da scoprire.

In lingua italiana il supplizio ha dato vita a numerosi modi di dire, tra cui
- parlare di corda in casa dell'impiccato (essere inopportuni o indelicati),[60]
- fare il boia e l'impiccato (svolgere contemporaneamente due ruoli inconciliabili),[61]
- avere il cappio o la corda al collo (trovarsi in una situazione disperata),
- dare corda o dare abbastanza corda per impiccarsi (tollerare un'azione dannosa nella convinzione che si ritorcerà contro il suo autore).[60][62]